# Amphicyclotulus dominicensis
Amphicyclotulus dominicensis (лат.) — вид тропической сухопутной улитки рода Amphicyclotulus семейства Neocyclotidae, эндемик острова Доминика Наветренных островов.

## Описание

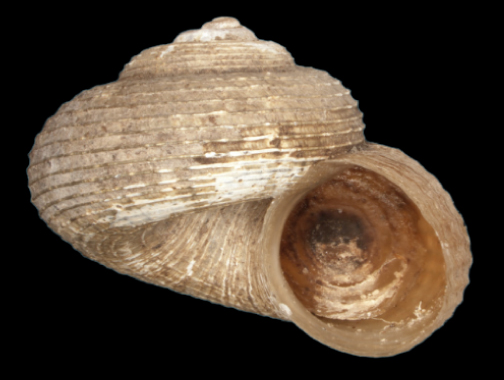
A. dominicensis

Раковина Amphicyclotulus dominicensis имеет хорошо заметные и приподнятые спиральные тяжи. На Доминике есть только два вида рода Amphicyclotulus. Другой вид — Amphicyclotulus amethystinus, у которого либо нет спиральных нитей, либо они слабовыражены.
A. dominicensis меньше, чем A. amethystinus. Amphicyclotulus dominicensis имеет более грубую форму и заострённый завиток. Кроме этого, вид встречается только на низких высотах.

## Таксономия
Вид был описан в 1942 году американским малакологом Полом Барчем.

## Распространение и местообитание
Amphicyclotulus dominicensis — эндемик острова Доминика.
Типовой образец был собран в окрестностях деревни Лонг-Дилтон. Голотип хранится в Национальном музее естественной истории в Вашингтоне (США).